# 狭薄山
狭薄山（さうすやま）は北海道札幌市南区にある山。
標高1296.1メートル。札幌岳・空沼岳間の縦走路から西に約1.5キロメートルの位置にあり、漁岳まで含めた連峰中の最高峰である。登山道は存在せず、登頂のためには狭薄沢ないし蝦蟇沢をさかのぼるか、雪山登山を行うしかない。
山名の「サウス」は、アイヌ語で「山が狭まって、こだまする」を意味する「サシヌ」が変化したものと言われ、豊平峡をほうふつとさせる形容だが、「藪が多い」という意味との説もある。